# فرناندو پریرا (بازیکن فوتبال)
فرناندو پریرا (اسپانیایی: Fernando Pereira‎؛ زادهٔ ۲۲ اکتبر ۱۹۵۹) بازیکن فوتبال اهل ونزوئلا بود.
وی همچنین در تیم ملی فوتبال ونزوئلا بازی کرده‌است.